# Doentes
Doentes és un llargmetratge de ficció gallec, produït a 2011 dirigit per Gustavo Balza. Es basa en l'obra Doentes, de Roberto Vidal Bolaño. La pel·lícula es va estrenar a Galícia el 20 de maig 2011. Va ser una de les grans guanyadores de la 10a edició dels Premis Mestre Mateo (presentats el 2012), guanyant cinc premis, inclosos el millor llargmetratge de ficció i la millor interpretació masculina amb Antonio Durán "Morris".
La pel·lícula es va estrenar en gallec a cinc cinemes comercials: Filmax a la Corunya, Multicinemas Centro a Lugo, Cines Compostela a Santiago de Compostela, cinemes Praza Elíptica a Vigo i Gran Arousa Multicinemas a Vilagarcía de Arousa.

## Trama
Santiago de Compostel·la, anys 50. Els pacients ingressats a l’Hostal dos Reis Católicos són llançats al carrer, ja que es tanca com a hospital i es converteix en un hotel de luxe per albergar grans figures estrangeres, com ara el president dels Estats Units d'Amèrica, Dwight D. Eisenhower, que va visitar la ciutat poc després.
Don Valeriano i Cañete comencen un pelegrinatge a la recerca d'un lloc on passar la nit i descobreixen que la policia està arrestant gent perquè l'endemà Francisco Franco i la seva dona, Carmen Polo estaran de visita. Don Valeriano agafa una talla de fusta de Sant Serapi per donar-la a Carmen Polo, però hi ha un desacord amb l'intermediari i finalment se'n porten la figura amb ells tota la nit.
Passen la nit perseguits per membres d’un requeté de  falangistes, que els acusen de rojos.
Tots dos són pares de membres de la lluita antifranquista i Cañete va prometre al seu fill, ara mort, que intentaria matar el generalíssim. Don Valeriano demana ajuda als membres del Partit Comunista en la clandestinitat, però opten per la lluita política en lloc de la militar perquè obeeix millor els fins de la seva lluita. Pensen en parlar amb gent del Partit Galeguista, però diuen que estan més atents a la lluita literària.
Després d'un aldarull, per passar per sobre d’una municipal, són portats a la comissaria, però ens deixa lliures per falta d'espai. Finalment, els requetés li donen una pallissa a Cañete i Don Valeriano intenta matar Franco tot sol.

## Repartiment
- Antonio Durán "Morris" com Cañete
- Xosé Manuel Olveira "Pico" comoValeriano
- María Vázquez
- Rosa Álvarez
- Manolo Cortés
- Farruco Castromán
- Gonzalo Uriarte
- Salvador del Río
- Evaristo Calvo
- Luísa Merelas
- Xosé Bonome
- Ernesto Chao
- Laura Ponte Santasmarinas
- Roberto "Luna" Sánchez
- Xosé Barato

## Premis i nominacions
- 2011: Festival de Cinema de Màlaga: Secció oficial - Llargmetratges a concurs.[4]
- 2011: Seleccionat per participar al 33è Festival Internacional de Cinema de Moscou, a la secció 'Focus on Spain'.[5]

Premis Mestre Mateo
| Any        | Categoria                    | Receptor                          | Resultat  |
| ---------- | ---------------------------- | --------------------------------- | --------- |
| 10a edició | Millor pel·lícula            | Gustavo Balza                     | Guanyador |
| 10a edició | Millor director              | Gustavo Balza                     | Nominat   |
| 10a edició | Millor actor                 | Antonio Durán "Morris"            | Guanyador |
| 10a edició | Millor actor                 | Xosé Manuel Olveira "Pico"        | Nom       |
| 10a edició | Millor actriu                | María Vázquez                     | Nominada  |
| 10a edició | Millor guió                  | Roberto G. Méndez i Gustavo Balza |           |
| 10a edició | Millor direcció de producció | Enrique Batet                     | Guanyador |
| 10a edició | Millor direcció d'art        | Alexandra Fernández               | Guanyador |
| 10a edició | Millor edició                | Sandra Sanchez                    | Nominada  |
| 10a edició | Millor música original       | Bieito Romero                     | Nominada  |
| 10a edició | Millor so                    | Carlos Mouriño                    | Nominat   |
| 10a edició | Millor fotografia            | Suso Bello                        | Guanyador |
| 10a edició | Millor disseny de vestuari   | Eva Camino                        | Nominada  |